# Takashi Kawano
Takashi Kawano (河野 貴志 Kawano Takashi?), född 17 juni 1996 i Miyazaki prefektur, är en japansk fotbollsspelare.
Kawano började sin karriär 2019 i Giravanz Kitakyushu.